# Tout au Tour
Albums de Tryo
Chants de Bataille
(2021)
Tout au Tour est le treizième album du groupe Tryo, et son quatrième album live. Il est sorti le 11 novembre 2022, alors que le concert durant lequel a eu lieu sa captation s'est tenu le 20 mai 2022 au Palais omnisports de Paris-Bercy.

## Description
Cet album conclut la tournée liée à l'album Chants de Bataille, ainsi que la tournée des 25 ans du groupe (album XXV) qui devait se clore sur ce concert à Bercy deux ans auparavant, mais qui a été reporté cinq fois en raison de la pandémie de Covid-19 en France.
Manu Eveno, qui avait quitté le groupe l'année précédente, participe au concert sur plusieurs chansons en tant que guitariste et chœur (parmi celles enregistrées sur l'album, il apparait sur L'Amour à la machine, Ladilafé, El dulce de leche, La main verte/Douanier 007 et L'Hymne de nos campagnes).

## Liste des chansons
| 1.          | Danser ce soir                       |                                 | 4 min 22 s |
| 2.          | Greenwashing                         |                                 | 4 min 51 s |
| 3.          | Aimer                                |                                 | 4 min 19 s |
| 4.          | Serre-moi                            | Claudio Capéo                   | 6 min 24 s |
| 5.          | Brian Williamson XXV - Dans ta Ville | Dub Inc (Bouchkour & Komlan)    | 8 min 59 s |
| 6.          | Chant de Bataille                    |                                 | 4 min 50 s |
| 7.          | Pas Pareil                           | Gauvain Sers                    | 3 min 46 s |
| 8.          | L'Amour à la machine                 | Alain Souchon et Pierre Souchon | 6 min 49 s |
| 9.          | Ladilafé                             | Véronique Sanson                | 7 min 8 s  |
| 10.         | Un Homme qui aime les Femmes         | LEJ                             | 4 min 3 s  |
| 11.         | El dulce de leche                    | Bénabar et LEJ                  | 7 min 11 s |
| 12.         | La main verte - Douanier 007         | Sinsemilia (Mike & Riké)        | 5 min 15 s |
| 13.         | Désolé pour hier soir                |                                 | 4 min 56 s |
| 14.         | L'Hymne de nos campagnes             |                                 | 4 min 4 s  |
| 76 min 24 s |                                      |                                 |            |